# إهمال المشردين

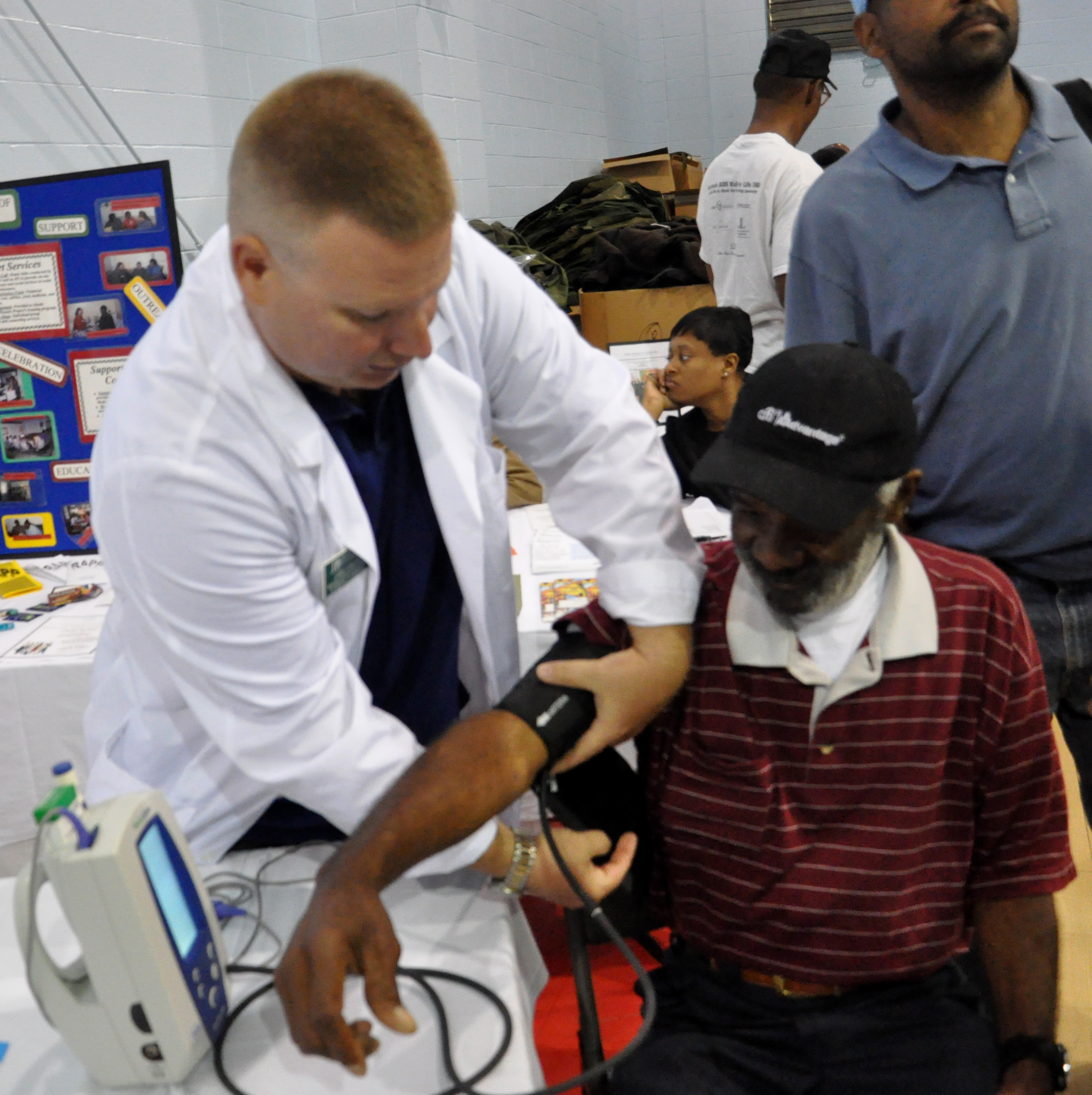

إهمال المشرّدين أو إهمال المرضى هو قيام المستشفيات والهيئات التي تقدّم خدمات الطوارئ بإرسال المرضى الذين لا مأوىً لهم أو الفقراء إلى المشافي العامّة أو إلى الطرقات بدلاً من إرسالهم إلى ملاجئٍ خاصّة بالمشرّدين أو الاحتفاظ بهم، وخاصّة عندما يتطلّب علاجهم رعاية طبّيّة مُكلفة مقارنةً مع الحدّ الأدنى من مبالغ تعويضات التأمين الصحّي الحكومي ضمن برنامجي "Medicaid" و""Medicare، وقد بدأ استخدام مصطلح (إهمال المشرّدين) في أواخر القرن التاسع عشر وعاد إلى الظهور مجدّداً خلال القرن العشرين تزامناً مع ظهور التشريعات والتغييرات السياسيّة الهادفة إلى معالجة هذه القضيّة. أظهرت الدراسات البحثيّة المتعلّقة بفعّالية التدخّلات السياسية في الولايات المتحدة نتائجَ مُتعدّدة واقترحت أفكار متنوّعة لحلّ هذه المشكلة.

## التاريخ

### التاريخ المبكر
تمّ استعمال مصطلح «إهمال المرضى» لأوّل مرة في العديد من مقالات جريدة «نيويورك تايمز» الأمريكية التي نُشرت أواخر عام 1870، والتي تحدّثت عن ممارسات مستشفيات نيويورك الخاصّة بنقل المرضى الفقراء والبؤساء بواسطة سيارة إسعاف تجرّها الخيول إلى مستشفى بلفيو Bellevue Hospital التي كانت تعتبر المركز الطبي العام البارز في المدينة.
وأدّت وسائل النقل هذه -التي تنطوي على كثير من الصرير والضجيج وغياب العناية المستقرّة بالمريض- في كثير من الأحيان إلى وفاة المريض واشتعال غضب الشعب. أفاد المثقّفون بأنّ إدارة المستشفيات الخاصّة بنصحها سائقي سيّارات الإسعاف إرسالَ المرضى الفقراء ذوي الحالات الخطرة إلى المستشفيات العامّة مثل بلفيو مباشرة حتّى وإن كان المشفى الخاص أقرب كانت تتصرف بدافع الرغبة بالحفاظ على معدّل الوفيات وتخفيض التكاليف. تمّ دعم أولى محاولات الإصلاح التشريعي في الولايات المتحدة الأمريكية بعد حالات الوفاة الناتجة عن الإهمال الطبّيّ للمريض أو نقله بطريقة غير مناسبة، وكان ذلك من خلال مجلس الشيوخ في نيويورك عام 1907 وبشكلٍ خاصّ من قبل جوليوس هاربرغر Julius Harburger. يعاقب التشريعُ المستشفياتِ الخاصّة في حال إرسالها المرضى ذوي الحالات الحرجة للخارج، أو في حال إلزامها الموظّفين بإرسالهم إلى مستشفىً آخر. على الرغم من إقرار قوانين المدينة التي تحظر هذه الممارسة لكنّها ظلّت مستمرّة، فقد استمرت ممارسات إهمال المرضى لعدّة عقود، وعاد اهتمام الناس بها في الستينيات عن طريق وسائل الإعلام، ولكن لم يتمّ تقديم ما يلزم لحلّ هذه المشكلة. لم يعُد بإمكان العديد من الأشخاص الذين لا مأوى لهم ممّن يعانون من مشاكل في الصحّةِ العقليّةِ العثورُ على مكانٍ في مستشفى للأمراض النفسية بسبب الاتجاه نحو اعتماد عمليّة «إخراج المرضى من المشافي العقلية والانخراط في المجتمع» أو بالانكليزية (mental health deinstitutionalization) منذ ستينات القرن العشرين.

### توجّه أنظار الشعب نحو موضوع إهمال المشرّدين والتدخلات السياسية في عام 1980
عاد «إهمال المرضى» ليظهر في ثمانينات القرن العشرين بشكلٍ واسعٍ على مستوى البلاد، حيث رفضت بعض المستشفيات الخاصّة فحص أو معالجة الفقراء وأولئك الذين لا يملكون تأميناً صحّيّاً في أقسام الطوارئ (ED) وقامت بإرسالهم إلى المستشفيات العامّة ليحصلوا فيها على عناية أكبر وعلاج أفضل. في عام 1987 تمّ تقديم 33 شكوى حول إهمال المرضى إلى وزارة الصحّة والخدمات الإنسانيّة الأمريكيّة، وارتفع العدد إلى 185 شكوى في العام التالي 1988. أشار المحلّلون إلى ارتفاع تكاليف التعامل مع تعويضات برنامج الرعاية الصحّيّة Medicaid وتكاليف علاج المرضى الذين لا يملكون تأميناً صحيّاً نتيجةً لتوقّف المستشفيات الخاصّة عن نشر معدّلات الوفيّات. وأدّى رفض الاعتناء الصحّي بهؤلاء المرضى إلى العديد من الوفيات، والتي بدورها تسبّبت باحتجاجات عامّة بلغت ذروتها مع إقرار القانون الفيدرالي الخاص بمنع إهمال المرضى سنة 1986 والمعروف باسم «قانون العلاج الطبي الطارئ ودَور الوِلادَةِ النَّشِط» أو بالإنكليزية: (Emergency Medical Treatment and Active Labor Act (EMTALA)). تمّ في عام 1985 تمرير قانون تسوية الميزانية الشاملة الموحّد (COBRA) وكان يهدف إلى تنظيم عمليّة نقل المرضى وأيضاً إنهاء ممارسات إهمال المرضى. ولكن للأسف، فشل قانون (COBRA) بأن يكون حلّا جذريّاً، وعانت المستشفيات في السنوات القليلة التي تلت إقراره في إصدار بروتوكولات براءة ذمّة مناسبة، وفي تأمين تكاليف الرعاية الصحّيّة للمرضى المشرّدين. تصدّرت ولايتا تيكساس وإلينوي قائمة الولايات التي تملك أعلى معدّلات إهمال للمرضى بسبب الصعوبات الاقتصادية، وذلك وفقاً لإحصائيّات رسميّة. أفاد الباحثون بأن اللغة التي كُتب فيها قانون (COBRA) لم تكن دقيقًة بما يكفي لإيقاف مقدّمي الرعاية الصحّيّة عن ممارساتهم بإهمال المرضى. فعلى سبيل المثال حوى قانون تكساس في ثمانينات القرن العشرين على ثغرة تسمح للمستشفيات بنقل المرضى إلى دور رعاية المسنّين.

### سياسة أوائل القرن الحادي والعشرين
ظلّ إهمال المشرّدين فضيّة رأي عام في الولايات المتحدة مع بدايات القرن الحادي والعشرين. زعم أستاذ جامعة كاليفورنيا في لوس أنجيلوس (هابيل) في عام 2011 أنّ التدخّلات السياسيّة السابقة لم تكن فعّالة، وذلك لأنّ نظام الرعاية الصحّيّة في الولايات المتّحدة الأمريكية مرتبط بشكلٍ كبير بقدرة المرضى على دفع الأموال. عانت مجموعات كبيرة من المهاجرين في أوائل القرن الحادي والعشرين من الإهمال الطبي وذلك من خلال طردهم أو إعادتهم إلى بلدانهم وهو ما أدّى في العديد من الحالات إلى الوفاة. كما تحدّثت العديد من المقالات البحثيّة عن طرد الشرطة للمشرّدين أو المصابين بالأمراض العقليّة وهو ما يشكّل شكلاً آخر من أشكال نقل الأشخاص من منطقة معينة في المدينة إلى منطقة أخرى بدلاً من نقلهم إلى المرافق التي تٌعنى بتأمين الرعاية الصحية اللازمة لهم كالملاجئ. في شهر سيبتمبر/ أيلول من عام 2014 أصدرت اللجنة الأمريكيّة للحقوق المدنية تقريراً يحمل عنوان «إهمال المرضى».